# Смоленский (Мордовия)
 Смоленский  —поселок в Лямбирском районе Мордовии в составе  Саловского сельского поселения.

## География
Находится на расстоянии примерно 9 километров по прямой на северо-запад от города Саранск.

## Население
Постоянное население составляло 1 человек (русские 100%) в 2002 году, 0 в 2010 году .